# Ambalangoda
Ambalangoda (en tamil: அம்பலாங்கொட ) es una ciudad de Sri Lanka en el distrito de Galle, provincia del Sur.

## Geografía
Se encuentra a una altitud de 10 m s. n. m. a 90 km de la capital nacional, Colombo, en la zona horaria UTC +5:30.

## Demografía
Según estimación 2011 contaba con una población de 21 060 habitantes.

## Cultura
La ciudad es conocida por sus talladores en madera y sus esculturas. Los artistas utilizan la madera de las árboles de Strychnos nux-vomica para tallar máscaras y títeres. Una gran variedad de máscaras y títeres está espuesta en el museo Ariyapala & Sons Traditional Masks fundado en 1987. Se puede visitar el taller también.
El edificio Dutch Courthouse fue construido en 1750 por los holandeses. Originalmente sirvió de una iglesia. Bajo el dominio inglés, sin embargo, fue utilizado como tribunal (Courthouse) y al final como un corral. No se reconoce que era una iglesia, ya que no cuenta con ventanas o con campanario.
Ambalangoda se presenta como una ciudad moderna y cuenta con pocos edificios construidos antes de la independencia de Sri Lanka en 1956, como p.ej. la Casa de Correo y la estación ferroviaria.

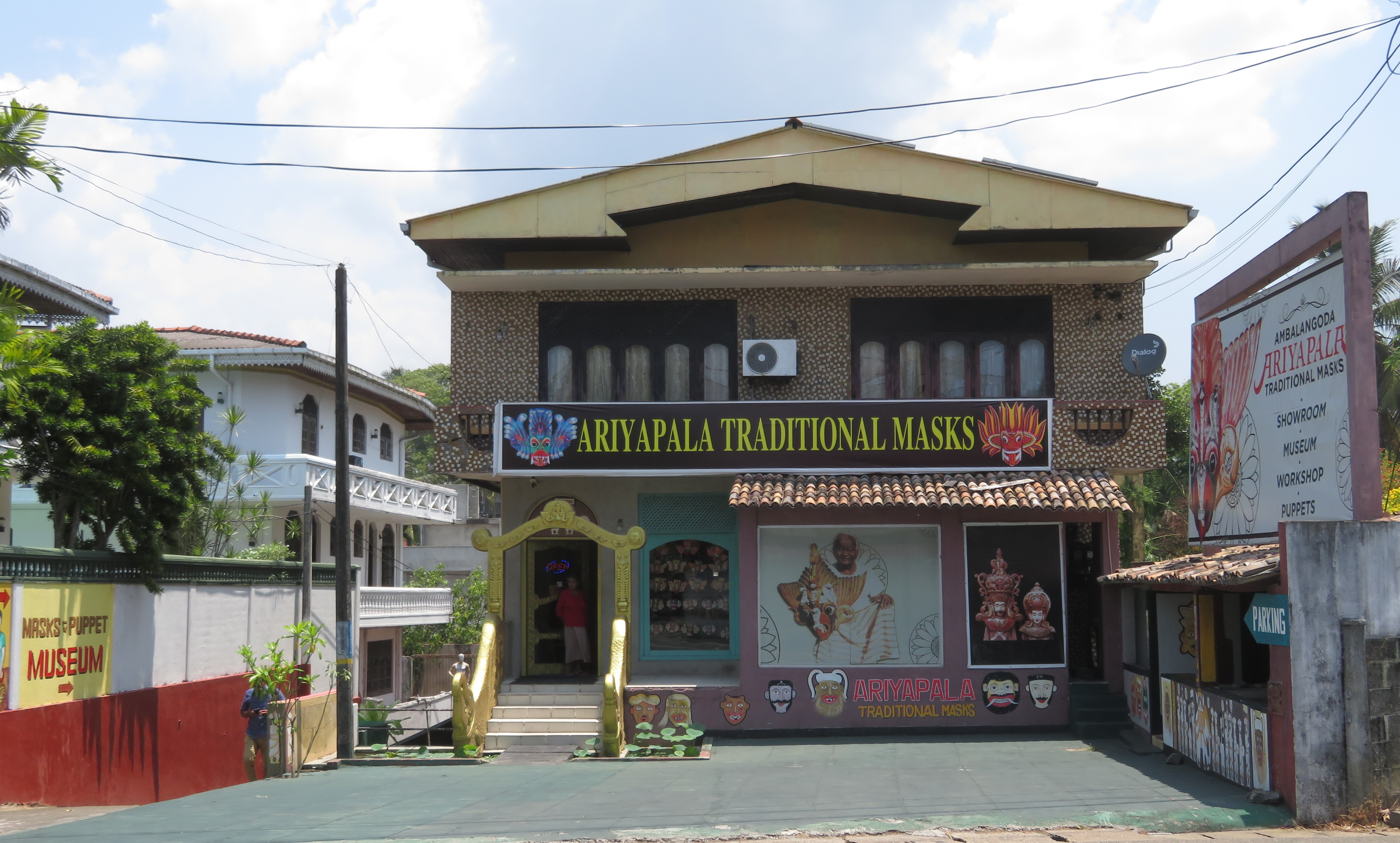
Museo de máscaras y títeres
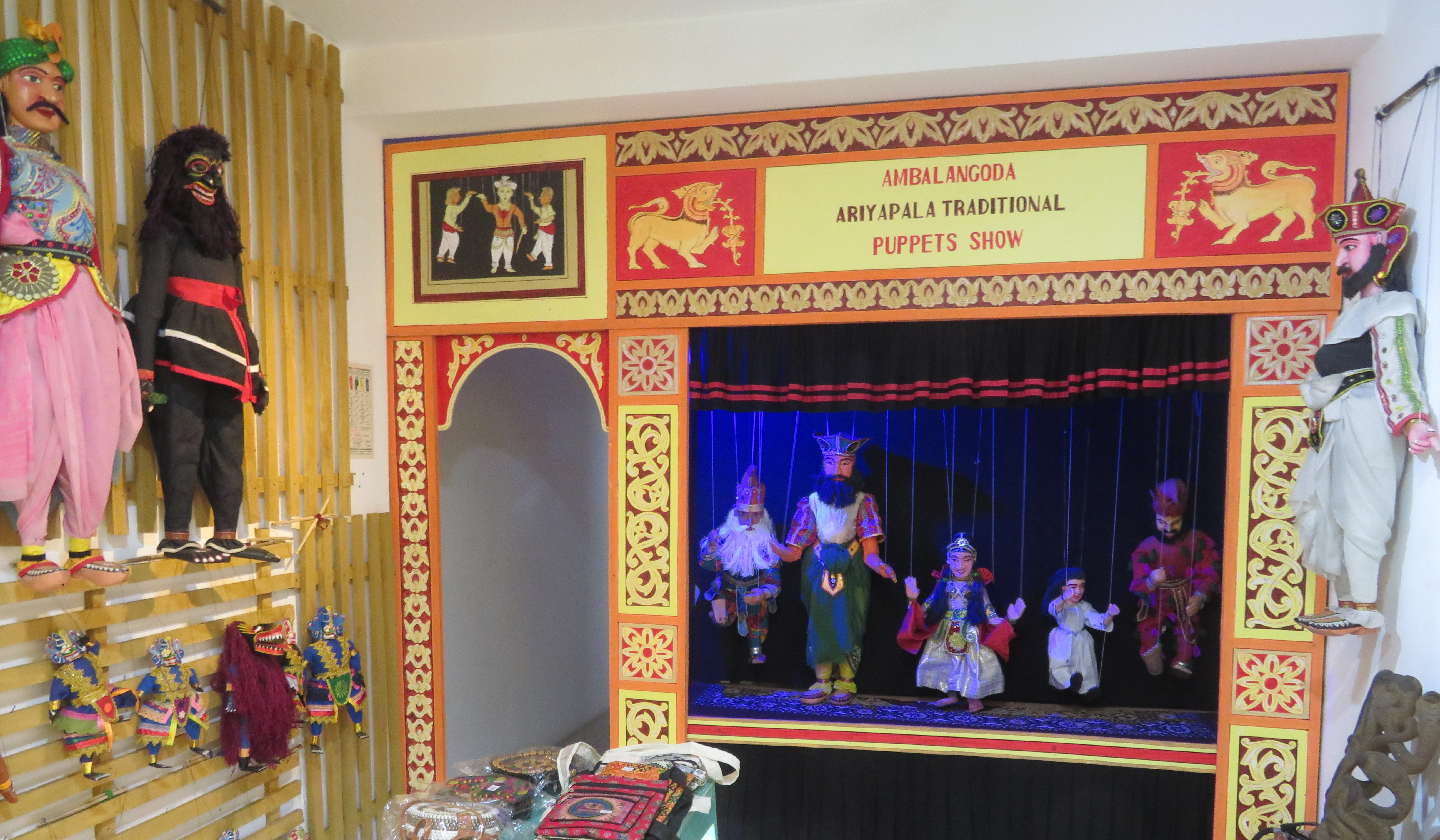
En el museo
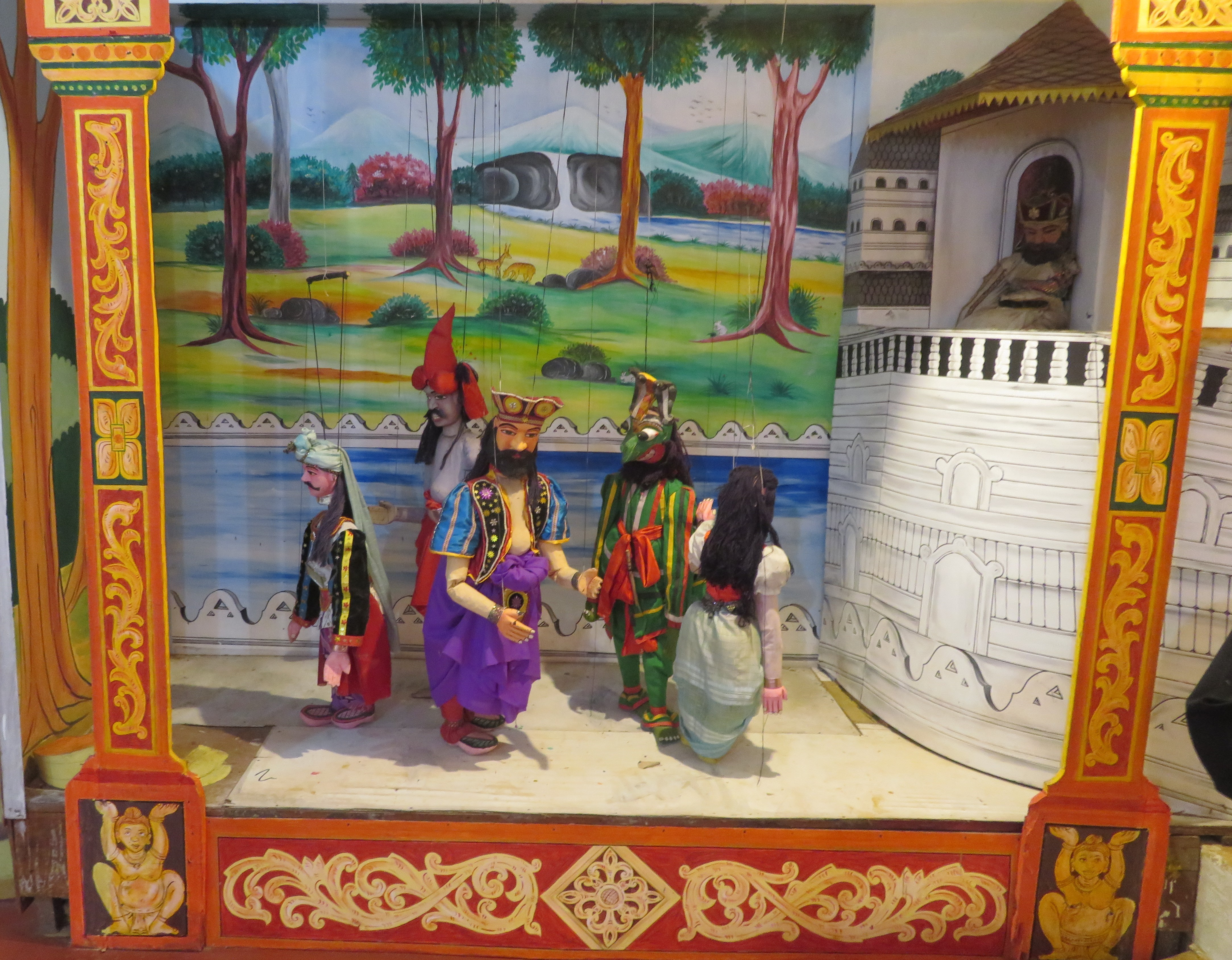
Títeres tradicionales
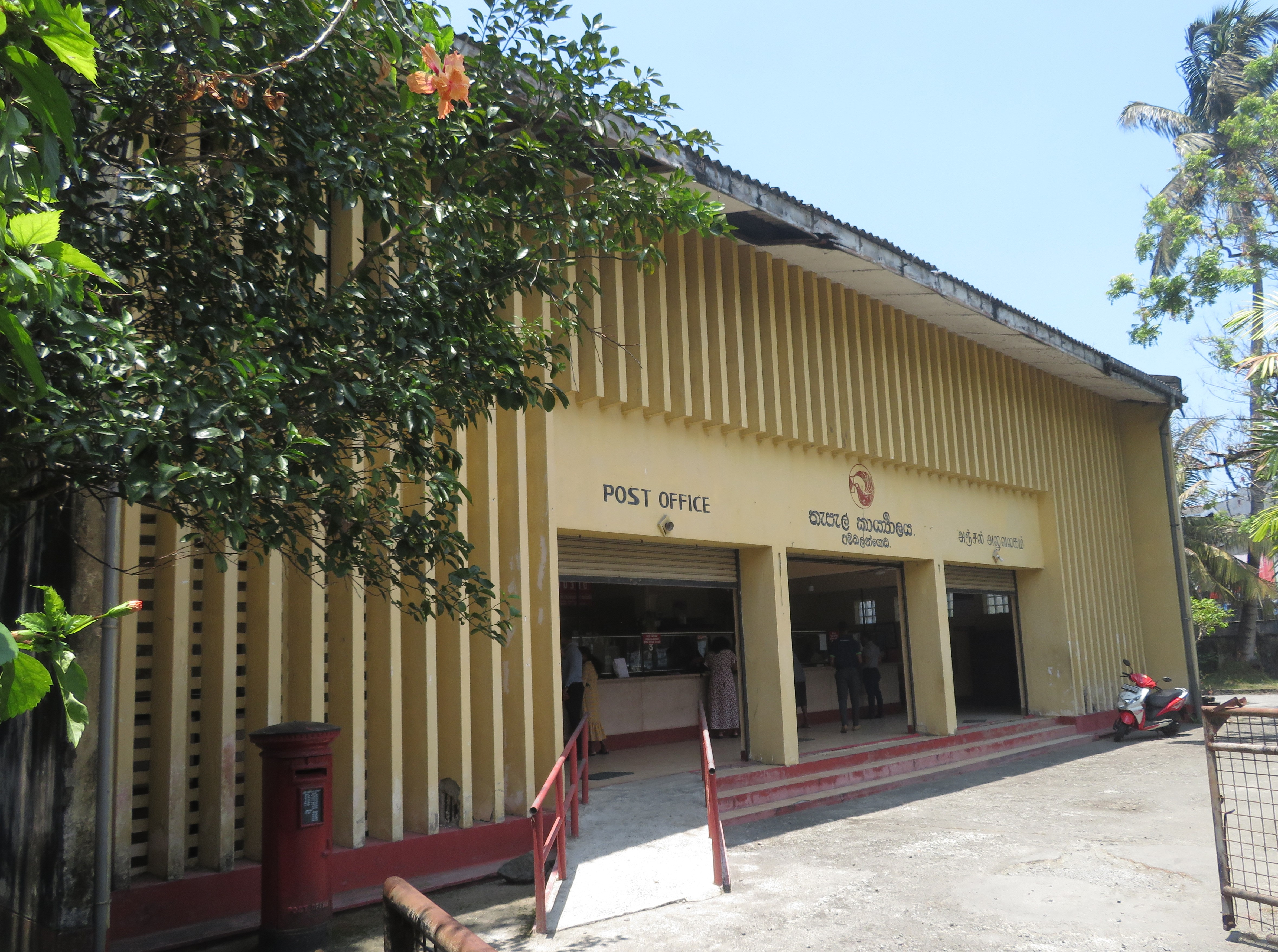
Casa de Correo

## Infraestructura
Ambalangoda cuenta con una estación de la línea ferroviaria de Colombo a Matara que fue inaugurada en 1894. Hay buenas conexiones en tren a Colombo y a las ciudades costeras en el sudoeste de Sri Lanka. La autopista E01 Expressway, cuya salida se ubica a 13 km de la ciudad, une Ambalangoda con Colombo y con Hambantota en sudeste del país.